# Gletscherhorn (Lauterbrunnen)
De Gletscherhorn is een drieduizender met een hoogte van 3.982 m in de Zwitserse Berner Alpen op de grens van de kantons Bern en Wallis. Het is de op negen vierduizenders na hoogste berg van de Berner Alpen.
De Gletscherhorn ligt ten zuiden van de veel bekendere Jungfrau, in het zuidwesten is hij via de Gletscherjoch verbonden met de Äbeni Flue. De noordelijke flank geeft uit op het Lauterbrunnental met zeer steile flank en onder de top zelfs een 1200 meter hoge bijna loodrechte muur.
De eigenlijke topstructuur bestaat uit rots. Op de zuidelijke flank liggen de Gletscherhornfirn en Kranzbergfirn, die van elkaar gescheiden zijn door de rotsachtige zuidoostelijke bergkam. Onder de zuidoostelijke bergkam verenigen de gletsjers zich en vloeien samen in de Grote Aletschfirn. Verder naar het zuiden torent de Aletschhorn met zijn imposante noordwand boven de Grote Aletschfirn uit.

## Routes
De Gletscherhorn wordt zelden beklommen. Aan de ene kant is de berg omgeven door tal van bekende toppen, waarvan sommige boven de magische grens van 4000 meter, aan de andere kant zijn alle beklimmingen van de top behoorlijk veeleisende tochten.
De zuidoostelijke bergkam en de westelijke bergkam worden als normale routes beschouwd. Beide routes zijn ongeveer even lang en bieden dezelfde moeilijkheidsgraad, moeilijk volgens de SAC-schaal voor berg- en alpine toertochten. Mogelijke bases zijn de Hollandiahütte op 3240 m boven zeeniveau of de Konkordiahütte op 2850 m boven zeeniveau.
De noordwand van de Gletscherhorn is een extreem veeleisende excursie.
Op 15 augustus 1867 werd de berg een eerste maal beklommen door James John Hornby met Christian Lauener als berggids langs een route over de westelijke bergkam.

## Werelderfgoed
De Gletscherhorn is in december 2001 opgenomen op de UNESCO werelderfgoedlijst als onderdeel van de natuurerfgoed inschrijving Zwitserse Alpen Jungfrau-Aletsch erkend tijdens de 25e sessie van de Commissie voor het Werelderfgoed in Helsinki. De site wordt erkend als toonbeeld van de vorming van de Hoge Alpen, met de meeste gletsjers en de grootste gletsjer in Eurazië. Het Alpengebied beschikt over een grote diversiteit aan ecosystemen, met inbegrip van successiestadia (voornamelijk door de terugtrekking van gletsjers als gevolg van de klimaatverandering). De plek is van universele waarde, vanwege zowel haar schoonheid als de schat aan informatie over de vorming van bergen en gletsjers, maar ook vanwege klimaatveranderingen en ecologische en biologische processen.